# Rue Lénine (Bagnolet)
Pour les articles homonymes, voir Rue Lénine.
La rue Lénine est un des axes importants de Bagnolet.

## Situation et accès

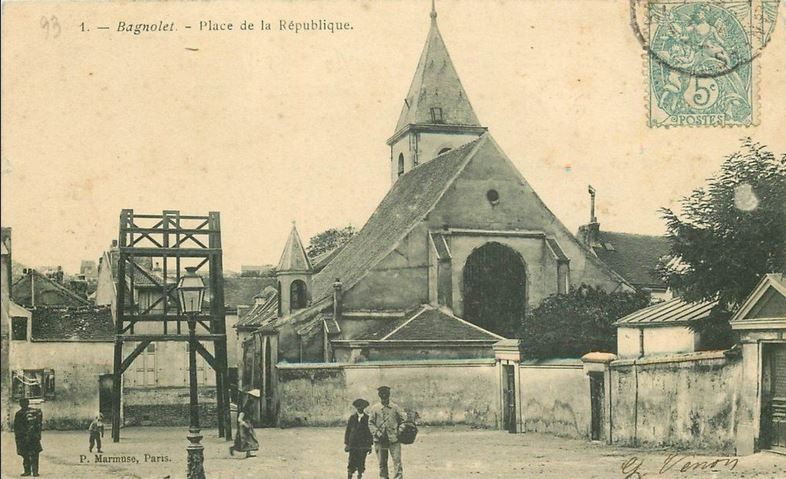
Église Saint-Leu, place de la République, aujourd'hui au croisement de la rue Lénine et de la rue de La Barre-Nouvelle.

Elle part de la rue Sadi-Carnot, à l'église Saint-Leu-Saint-Gilles. À cet emplacement, aujourd'hui occupé par un square, se trouvait la place de la République. La rue s'élève ensuite vers le plateau de Malassis, à l'origine de son tracé jadis accidenté. Cette éminence lui permettait autrefois une vue dominante sur la ville.
Elle passe la rue Charles-Delescluze puis, après avoir longé le stade des Malassis, au croisement avec la rue Ambroise-Croizat et la rue d'Estienne-d'Orves, elle s'interrompt à un passage piétonnier qui franchit l'autoroute A3, couverte sur quelques dizaines de mètres et se termine à un lieudit appelé La Noue

## Origine du nom
Elle rend hommage à Vladimir Ilitch Lénine, homme politique russe, pour son centième anniversaire.

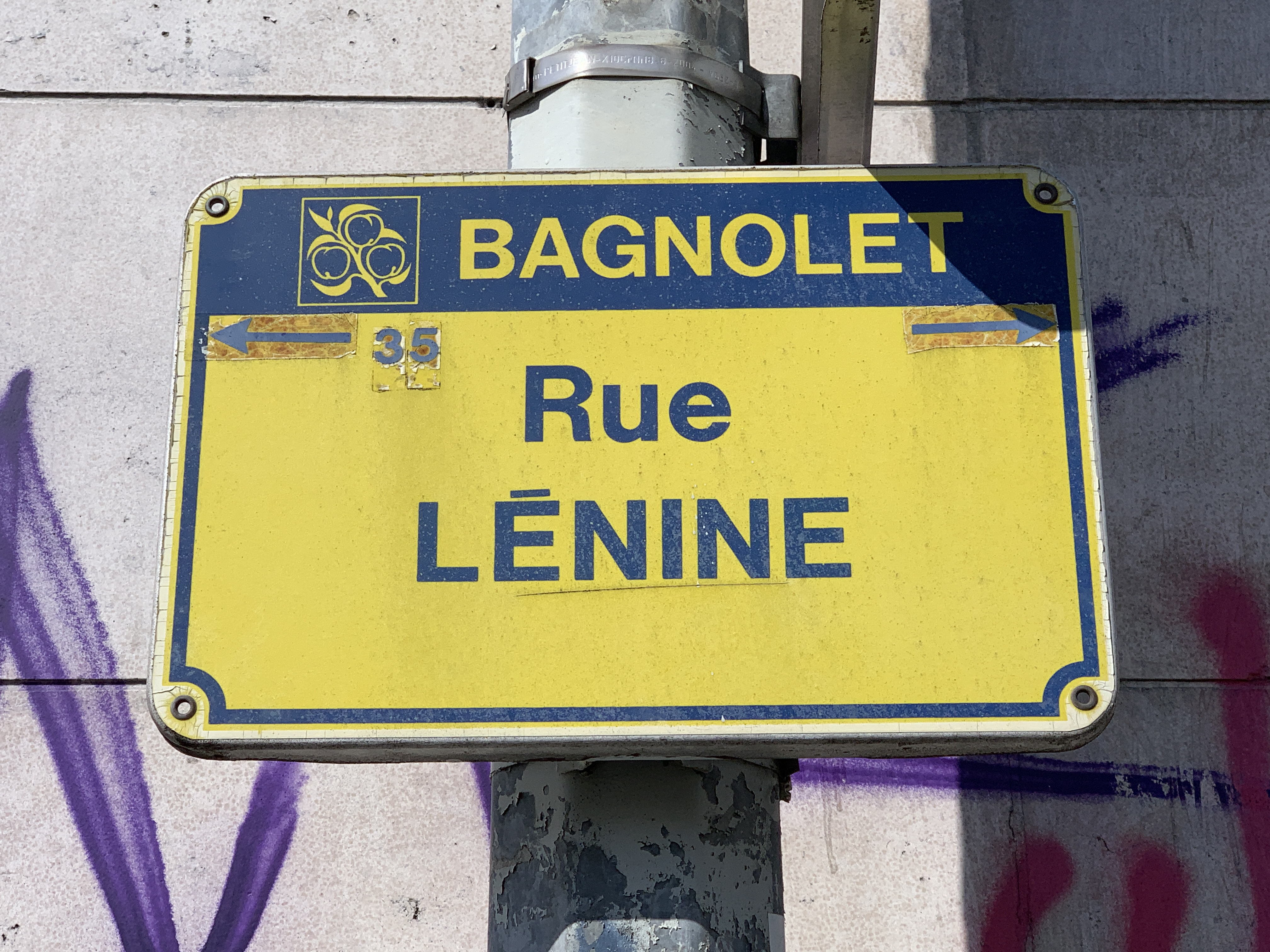
Plaque de rue de la rue Lénine, à Bagnolet.

## Historique
Le 11 mars 1918, durant la Première Guerre mondiale, le no 95 « rue de Montreuil » est touché lors d'un raid effectué par des avions allemands.
Cette voie qui était initialement dénommée  « route de Montreuil » puis « rue de Montreuil » est renommée « rue Lénine » en 1970.

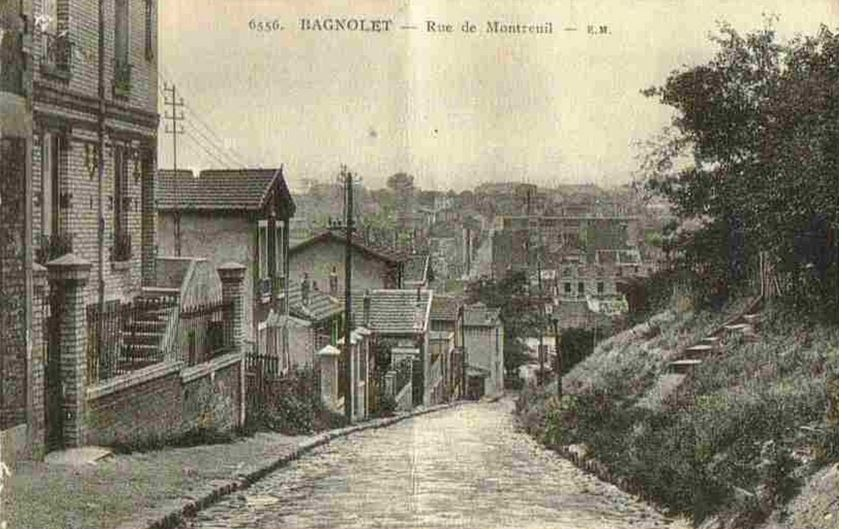
Bagnolet: La rue de Montreuil, aujourd'hui rue Lénine.

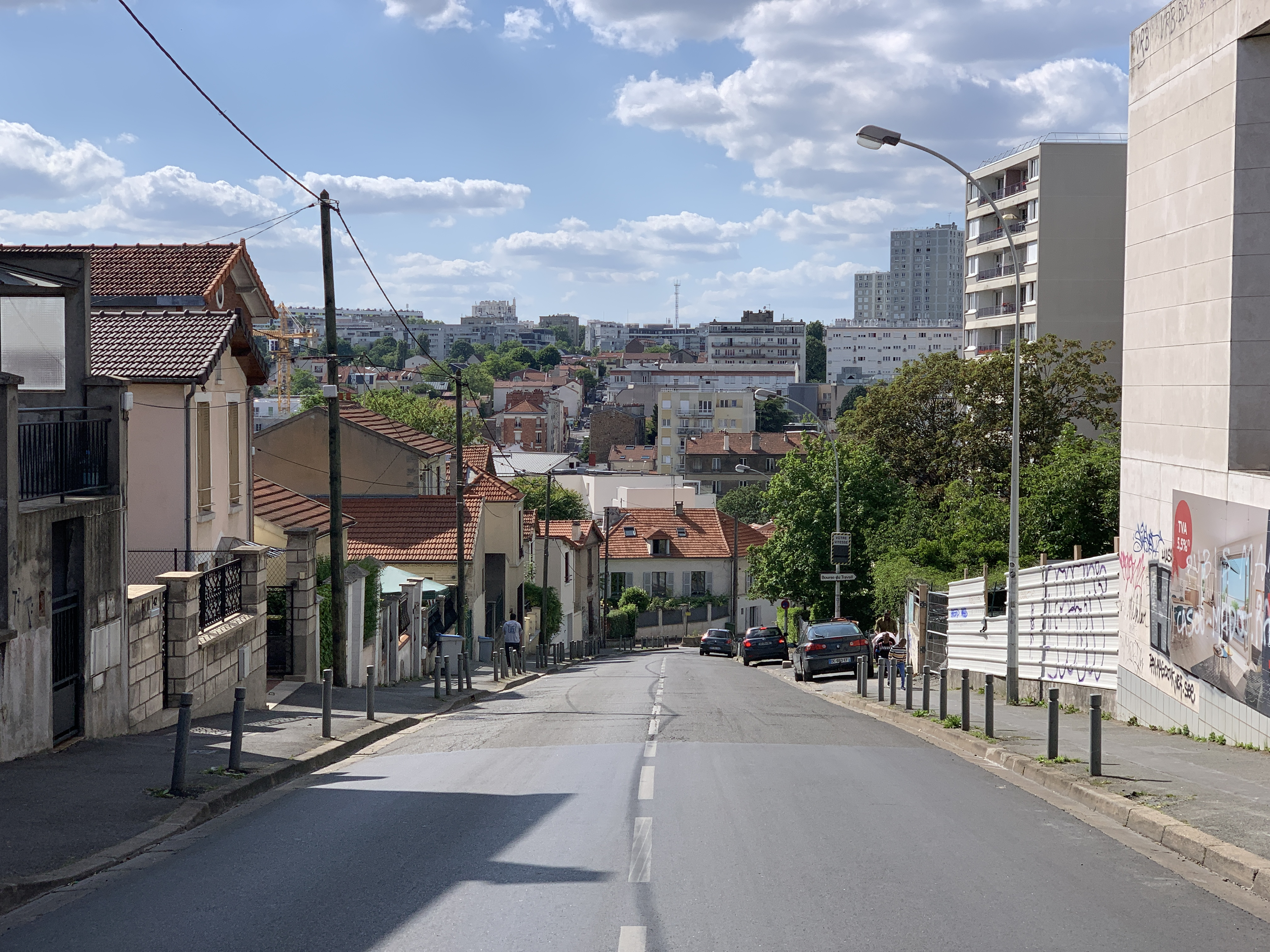
La rue en mai 2020.

Comme pour d'autres voies portant ce nom, un projet existe de la rebaptiser rue John-Lennon-et-Yoko-Ono.

## Bâtiments remarquables et lieux de mémoire
- Église Saint-Leu-Saint-Gilles de Bagnolet,